# Vivarium (Prater)

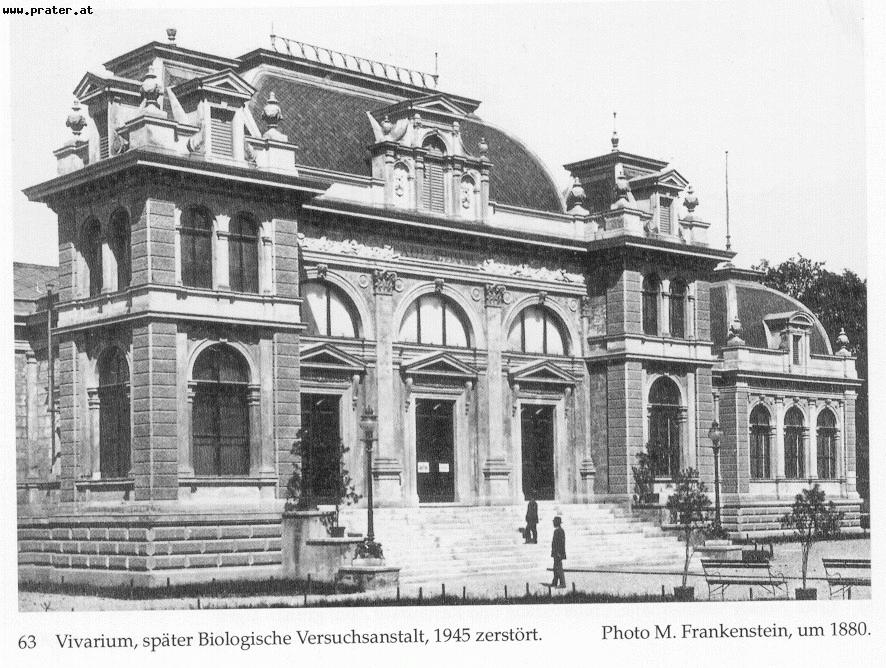
Das 1945 zerstörte Vivarium im Wiener Prater (1880)

Das Wiener Vivarium war ein Schauaquarium, das anlässlich der Wiener Weltausstellung 1873 im Wiener Prater erbaut wurde. 1903 wurde es unter dem Zoologen Hans Leo Przibram in eine experimentelle Biologische Versuchsanstalt umgewandelt, in der auch der Biologe Paul Kammerer und kurzzeitig Alma Mahler-Werfel tätig waren.
Die Biologische Versuchsanstalt war eine der bemerkenswertesten wissenschaftlichen Einrichtungen Österreichs in der ersten Hälfte des 20. Jahrhunderts. Mehr als dreißig Jahre lang entstanden dort innovative wissenschaftliche Arbeiten auf dem Gebiet der experimentellen Biologie.

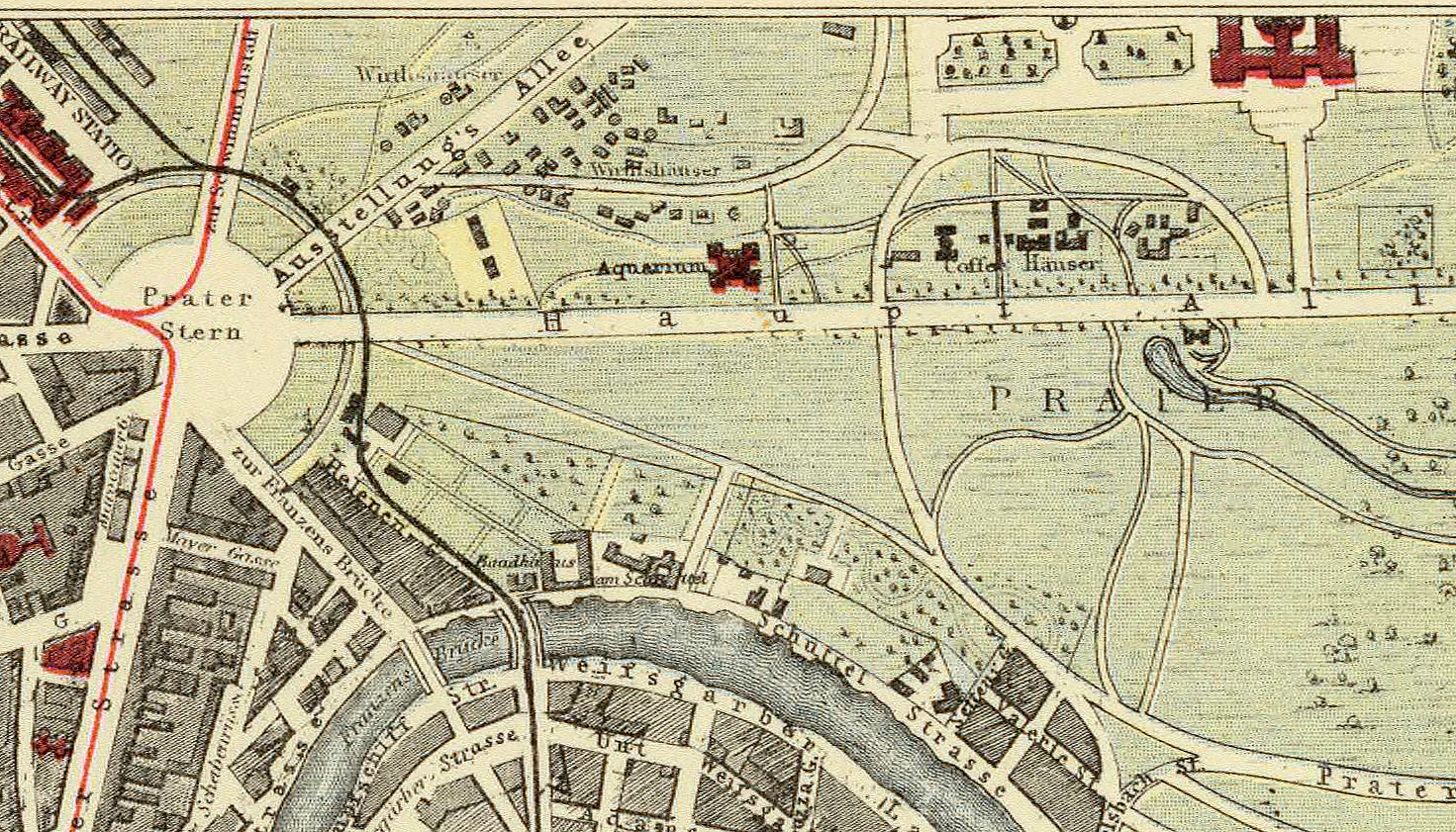
Lage des Aquariums (1883)

## Vivarium
Das Neorenaissance-Gebäude im Wiener Prater, am Anfang der Hauptallee stehend und offiziell als Praterbude Nr. 1 bezeichnet, wurde nach Plänen des Zoologen Alfred Brehm als Schauaquarium zur Wiener Weltausstellung 1873 gebaut. Ab 1878 wurden ein Terrarium für Reptilien und andere Landtiere hinzugefügt und auch Affen und Krokodile gezeigt.

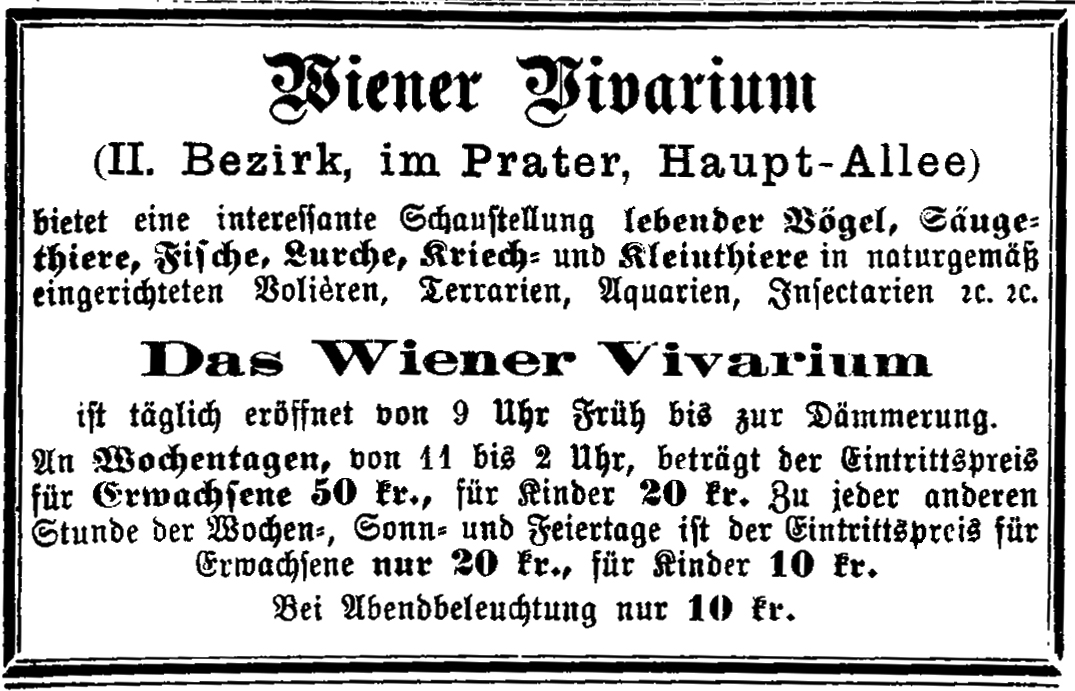
Wiener Vivarium, Annonce in Kikeriki, August 1888

1888 wurde das Aquarium zu einem Tiergarten erweitert und in Vivarium umbenannt. Es war Teil eines kleinen zoologischen Gartens, der im Prater bestand, Leiter wurde der Initiator des Projekts, der Zoologe Friedrich Knauer (1850–1926), finanziell unterstützt wurde das Vorhaben von Karl Adolf Bachofen von Echt (1830–1922). Vor und hinter dem Gebäude lagen insgesamt 16 Meerwasserbecken, gefüllt mit dem Wasser der Adria. Im Inneren des Gebäudes befanden sich Süßwasser-Aquarien. Grottenolme aus der bekannten Adelsberger Grotte (sie wurden später Versuchstiere der neuen Nutzer) zählten zu den Attraktionen des Hauses. Am 23. Dezember 1890 wurden die im Juni begonnenen Neu- und Umbauten fertiggestellt, und die Einrichtung beherbergte über 1000 lebende seltene Thiere.
Am 13. Mai 1894 wurde südlich gegenüber dem Vivarium der von der Laufenbergergasse erschlossene (neue) Wiener Tiergarten eröffnet, eine weitläufige, baulich neu ausgestaltete Anlage, die in der (vom Obersthofmeisteramt verworfenen) Erstplanung das Vivarium im Mittelpunkt hätte haben sollen. Nach Eröffnung des Tiergartens wurden Tiere des Vivariums in Stallungen der neuen Anlage verlegt.
Schließlich kam es zu einem betrieblichen Zusammenschluss mit dem neuen Tiergarten (auch: Tiergarten am Schüttel), der im Stil der damals modischen Exotik Menschen und Tiere zur Schau stellte: Eskimos mit ihren Rentieren und Polarhunden, Singhalesen mit Elefanten, Aschanti mit verschiedenen afrikanischen Tieren. Im Vivarium hingegen zeigte man seltene kleine Tiere: Schleichkatzen, Beuteltiere und Affen. Eine selten in menschlicher Obhut gezeigte Rarität war der Kap-Verden-Riesenskink (Macroscincus coctei). Doch das große Publikum blieb sukzessive aus. Die Hagenbecksche Tierschau sollte als Publikumsmagnet den Bankrott verhindern: Im Hof des Vivariums wurde eine Polarlandschaft aufgebaut und mit Seelöwen, Pinguinen und, als besondere Sehenswürdigkeit, mit einem jungen Walross bevölkert. In Käfigen wurden Eisbären zur Schau gestellt. Doch der kommerzielle Betreiber, der Tiergarten am Schüttel, konnte sich gegen die Konkurrenz des bei freiem Eintritt zugänglichen Tiergartens Schönbrunn nicht behaupten und musste Konkurs anmelden. Das Gebäude wurde nach dem sich 1900 abzeichnenden Konkurs der Tiergartengesellschaft im Frühjahr 1902 verkauft, ebenso die vorhandenen Tiere, offeriert als mögliche billige Erwerbungen.

## Biologische Versuchsanstalt
Der Zoologe Hans Leo Przibram kaufte das Vivarium gemeinsam mit dem Botaniker Leopold von Portheim, einem wohlhabenden Privatgelehrten, mit dem ihn eine Freundschaft verband, der sich dann auch der Botaniker Wilhelm Figdor anschloss. Die Gründung der Biologischen Versuchsanstalt im Prater in Wien, der ersten diesem Zweck gewidmeten Anstalt überhaupt, ermöglichte es den Wissenschaftlern, qualitativ-experimentelle Untersuchungen durchzuführen.
„Während heutzutage niemand versuchen würde, in Physik, Chemie oder selbst in der Physiologie Gesetze ohne experimentelle Begründung aufzustellen, beruhten die allgemeinen Feststellungen in der Morphologie der Tiere zumeist auf Spekulation. Erst seit kurzem hat die experimentelle Methode an Boden gewonnen, und Untersuchungen werden in großem Stil in Instituten ausgeführt, die für diesen Zweck eingerichtet sind. Vor 25 Jahren hatten wir diese Notwendigkeit vorausgesehen und gründeten die erste Station für experimentelle Biologie im, Vivarium' in Wien. Sie wurde mit der Zeit mit Einrichtungen versehen, die es ermöglichten, nicht nur qualitative, sondern auch insbesondere quantitative Experimente auszuführen. Wieder möchte ich auf Physik und Chemie hinweisen als glänzende Beispiele dafür, was in der Entwirrung der Naturgesetze geleistet werden kann durch quantitative Experimente und darauf gegründete mathematische Formulierungen. Es ist meine feste Überzeugung, Dass wir auf dieselbe Weise verfahren müssen, wenn wir wünschen, Dass die Biologie sich zu einer exakten Wissenschaft entwickeln soll. Dies war mein Ziel in allen meinen Arbeiten.“ (Hans Leo Przibram zur Biologischen Versuchsanstalt)
1903 wurde das Gebäude als eine Forschungsanstalt für experimentelle Biologie eingerichtet und erhielt die Bezeichnung „Biologische Versuchsanstalt“ (BVA). Przibram und Portheim übernahmen die Leitung, Przibram als Vorstand der Zoologischen Abteilung, Portheim gemeinsam mit Figdor als Vorstand der Botanischen Abteilung. Die chemisch-physikalische Abteilung wurde von Wolfgang Joseph Pauli (1869–1955), dem bedeutenden Kolloidchemiker und Vater des gleichnamigen Physikers und Nobelpreisträgers Wolfgang Pauli geleitet, die physiologische Abteilung von Eugen Steinach, bekannt durch seine Versuche zur Geschlechtsbeeinflussung und „Verjüngung“. Für einen späteren Zeitpunkt war die Errichtung einer pflanzenphysiologischen Abteilung vorgesehen.
Visionär war das für die wissenschaftliche Arbeit bestimmende Organisationsprinzip, ein komplexes Forschungsgebiet wie die Biologie im Zusammenwirken verschiedener Teildisziplinen zu bearbeiten. Die Synthese von botanischer, zoologischer, chemischer und physikalischer Forschung fand hier schon statt, als von interdisziplinärer Forschung noch nicht die Rede war.
Neben den notwendigen Arbeitssälen, Zimmern für die Mitarbeiter und Laboratorien wurden Ställe, Freilandterrarien und Glashäuser, Garten- und Hofparzellen, Temperaturkammern, sechs zementierte Becken sowie ein großes Froschbassin errichtet. Die neuen Temperaturkammern stellten eine Pionierleistung der Regelungstechnik dar.

## Paul Kammerer
Als Assistenten hatte Przibram den jungen Paul Kammerer, aufgenommen, der sich ihm besonders durch sein großes Geschick in der Aufzucht von Tieren empfohlen hatte und der später zum berühmtesten Biologen seiner Zeit wurde. 1903 wurde Kammerer Adjunkt Przibrams und wurde mit der Einrichtung von Terrarien und Aquarien betraut. Mit den damals modernsten Einrichtungen begann er Amphibien zu züchten. Bald fiel er durch sein Geschick in der Tierzucht auf und konnte erste selbständige Versuche über die Vererbung erworbener Eigenschaften (Lamarckismus) durchführen. Przibram berichtete später:
„Wir suchten bei der Errichtung der biologischen Versuchsanstalt nach einem Mitarbeiter, der die Terrarien und Aquarien anlegen und dem Kleingetier die Anstalt wohnlich machen sollte. Durch einen Zeitungsartikel Kammerers über seine Tierpflege auf ihn aufmerksam gemacht, suchte ich ihn auf und fand einen begeisterten und geschickten Mitarbeiter. In ihm steckte eine Anlage zur musikalischen Betätigung und ein Großteil Künstlernatur ebenso wie die Fähigkeit zur genauesten Naturbeobachtung und insbesondere eine Liebe zu allen lebendigen Geschöpfen, die ich sonst noch an keinem anderen gesehen habe. Hier lag der Angelpunkt seines ganzen Wesens. Er richtete namentlich die für biologische Versuche so wichtige Pflege der Amphibien und Reptilien vorbildlich ein. Ich habe kaum jemanden gekannt, der dafür alle Voraussetzungen so erfüllt hätte wie er. Dies war allerdings nicht unbedingt ein Vorteil, denn der Hauptwert der experimentellen Methode besteht gerade darin, dass unter gleichen Versuchsbedingungen immer wieder dieselben Resultate erzielt und bei Nachprüfung bestätigt werden können. Gelingt es dem Nachuntersucher nicht, die Tiere ebenso lange oder ebenso viele Generationen hindurch am Leben zu erhalten wie dem ersten Beobachter, wie soll dann eine Nachprüfung zu einer Bestätigung und dadurch Sicherheit der Befunde führen?“ (Hans Leo Przibram: Paul Kammerer als Biologe. In: Monistische Monatshefte. November 1926)
Man sagte Kammerer sagenhafte Fähigkeiten im experimentellen Umgang nach, etwa mit Fröschen, und seine Experimente konnten – obwohl genau dokumentiert – von niemandem später wiederholt werden, da niemand mit Fröschen so umzugehen wusste wie er.
Kammerer verfasste zwischen 1903 und 1908 130 Artikel, Beiträge und Forschungsberichte in der Biologischen Versuchsanstalt im Prater. 

Eine Europäische Gottesanbeterin

Ihm assistierte zeitweise die berühmte Künstlermuse Alma Mahler-Werfel, die darüber berichtete:
„Nun übergab er mir einen mnemotechnischen Versuch mit Gottesanbeterinnen zu bearbeiten. Er wollte es herausbringen, ob diese Tiere durch die Häutung ihr Gedächtnis verlieren oder ob dieser Akt nur eine oberflächliche Hautreaktion ist. Zu diesem Behuf sollte ich ihnen eine Gewohnheit beibringen. Es misslang insofern, als diesen Viechern nichts recht beizubringen war. Ich musste sie unten im Käfig füttern, da sie a priori immer in der Höhe und im Licht fressen. Der Käfig war unten verdunkelt. Sie waren nicht dazu zu bringen, ihre schöne Gewohnheit, Kammerer zu Liebe, aufzugeben.“ Mahler musste die Versuchstiere mit Mehlwürmern füttern „und mir grauste etwas vor dieser Riesenkiste voll sich schlängelnder Würmer. Er sah es, nahm eine Handvoll und steckte die Viecher in den Mund. Er fraß sie laut schmatzend.“
Alma Mahler ließ später anklingen, dass es bei Kammerers Experimenten im Praterlabor zu Unregelmäßigkeiten gekommen sein könnte: „Er wünschte die Ergebnisse seiner Forschungen so glühend herbei, dass er unbewusst von der Wahrheit abweichen konnte.“
Kammerer gelang es dank seinem Geschick in der Aufzucht von Tieren, namentlich der Amphibien unter veränderten Bedingungen Generationen hindurch aufzuziehen, und er glaubte, Veränderungen erhalten zu haben, die nur durch die Vererbung erworbener Eigenschaften erklärt werden konnten. Da dies gegen ein Dogma der herrschenden Entwicklungslehre verstieß, wurden Kammerers Ergebnisse heftig bestritten, und als es sich herausstellte, dass ein Belegexemplar nachträgliche Manipulationen erkennen ließ, wurde Kammerer als Schwindler hingestellt. Kammerer nahm sich das Leben. Przibram blieb stets von der Echtheit der Kammererschen Beobachtungen überzeugt und äußerte sich in Privatgesprächen wiederholt, er glaube zu wissen, wer die Fälschung zur Kompromittierung Kammerers begangen habe, könne aber mangels hinreichender Beweise damit nicht an die Öffentlichkeit treten.

## Temperaturkammern
Um die BVA auf eine sicherere Grundlage als die eines Privatinstituts zu stellen, übergaben die Gründer die Anstalt samt einem ansehnlichen Betriebskapital am 1. Jänner 1914 in das Eigentum der kaiserlichen Akademie der Wissenschaften, die dafür die Gründer als Leiter der einzelnen Abteilungen beibehielt. Die Verbindung mit der Akademie hielt ein von dieser eingesetztes Kuratorium aufrecht, dessen erster Vorsitzender der Botaniker Richard von Wettstein war.
Przibrams Bestreben war auf die quantitative Ausgestaltung der Biologie gerichtet. Die erste Vorbedingung hierzu war die Konstanthaltung der äußeren Faktoren, die auf die Lebensvorgänge Einfluss haben können, und hier vor allem die Temperatur. Przibram konstruierte die Kammern konstanter Temperatur zu einer Zeit, da von „Klimaanlagen“ noch nicht die Rede war. In zwei Zimmern, eines für höhere, eines für tiefere Temperaturen, wurden je vier Abteilungen geschaffen, in denen mittels automatisch regulierter Heiz- und Kühlanlagen die Temperatur mehrere Jahre hindurch, bis auf geringfügige Schwankungen, auf verschiedenen konstanten, von fünf zu fünf Grad abgestuften Werten gehalten werden konnte. So war es möglich, Versuche bei konstanten Temperaturen zwischen +5 und +40 Celsius anzustellen. Auch eine Regulierung der Feuchtigkeit war vorgesehen.
Im Ersten Weltkrieg musste ein Teil der Anstalt in ein Verwundetenspital verwandelt werden, und Przibram wurde zur Infanterieausbildung eingezogen.
1932 wurden die alten Schauaquarien wieder in Betrieb genommen, wobei Przibram neue Charakteristika einführte: jeder Behälter stellte faunistisch und floristisch einen verschiedenen Lebensraum dar, wie Teich, Fluss, tropisches Meer usw. Die Schau war allgemein zugänglich, für Schulen wurden Führungen veranstaltet. Das Vestibül beherbergte zudem eine einzigartige Sammlung natürlicher und künstlicher Missbildungen, die Przibram zusammengetragen hatte.

## Vertreibung und Zerstörung

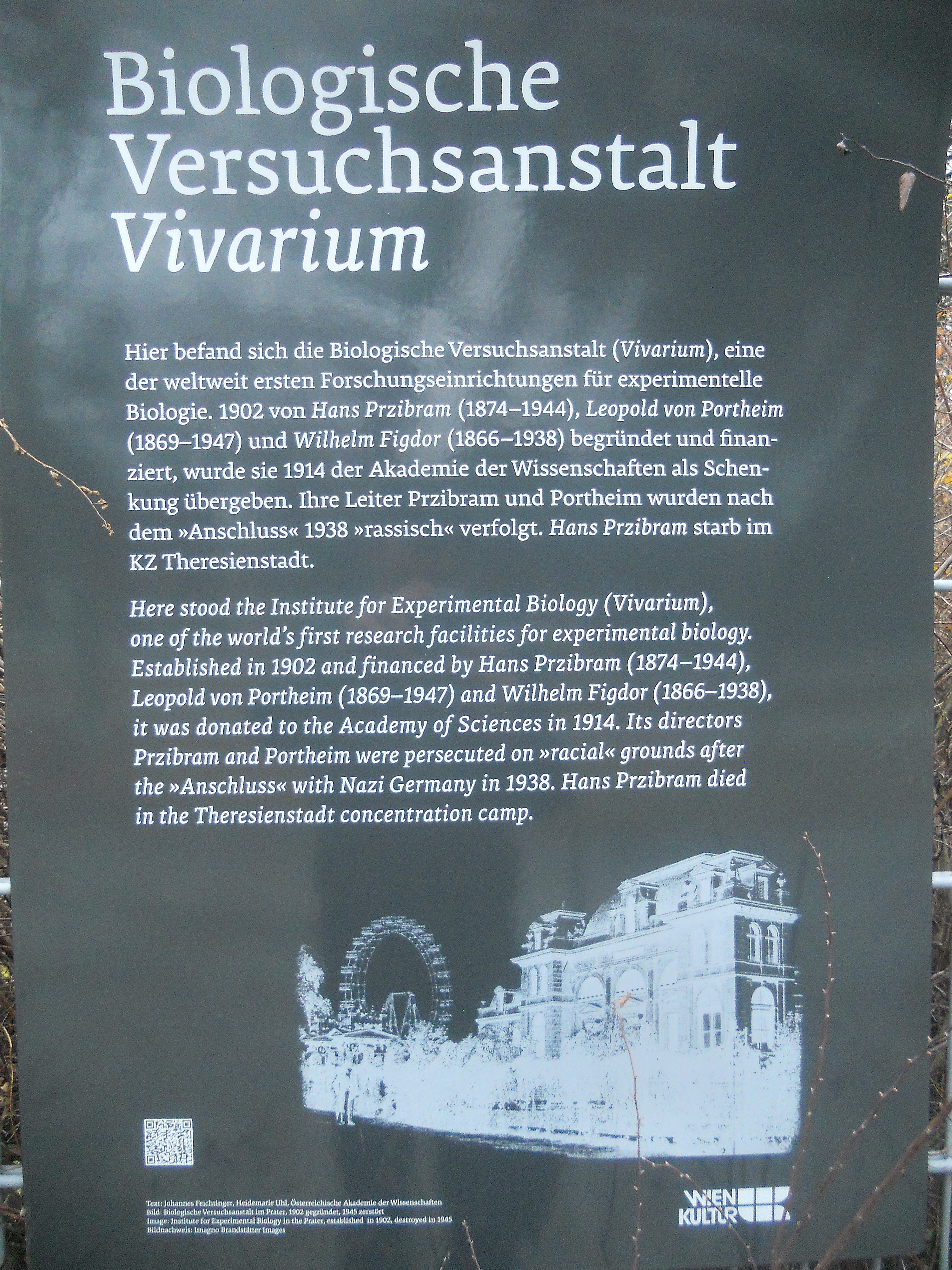
Die Gedenktafel am Zaun des heutigen Schulverkehrsgartens

1938, nach dem Anschluss, wurde Przibram aus „rassischen“ Gründen seiner Stellungen enthoben und durfte die von ihm gegründete und jahrzehntelang geleitete Anstalt nicht mehr betreten; auch seine große Privatbibliothek musste er dort lassen.
Am 4. April 1938 wurde die Versuchsanstalt durch eine „parteiamtliche Maßnahme“ unter die kommissarische Leitung von Franz Köck gestellt, der nach dem Abgang von Paul A. Weiss seit 1927 die Adjunktenstelle innehatte. Willkürlich maßte sich Köck die Leitungsfunktion an, was jedoch seitens der Akademie der Wissenschaften 1940 zurückgewiesen wurde. Mangels geeigneter Führung musste die biologische Versuchsanstalt 1941 ihre Tätigkeit einstellen.
Im April 1945, in der Endphase des Kampfes um Wien, als die Rote Armee Straße um Straße im Osten der Stadt eroberte, wurde das Gebäude zwischen dem 9. und 11. April 1945 wahrscheinlich von der SS mit Granaten in Brand geschossen. Die gesamte wissenschaftliche und technische Einrichtung, auch alle Tiere, darunter ein Krokodil und die achtzigjährigen Schildkröten, wurden vernichtet. Es blieb nur eine Ruine übrig.
Der Akademie fehlten damals die Mittel zur Wiederherstellung der Anstalt, und so verkaufte sie die Ruine. Der Erlös wurde im Sinn der Stifter zur Förderung zoologisch-botanischer Forschung verwendet, und zwar zur Ausgestaltung der Biologischen Station Lunz am Lunzer See in Niederösterreich.
Das Gebäude wurde 1947 abgetragen. „Weltberühmte Forschungsstätte wird Tanzlokal. Glück und Ende der Biologischen Versuchsanstalt im Wiener Prater“ titelte das Neue Österreich im August 1948. Und im Oktober berichtete es resignierend über „Die verkaufte Biologie“.
Neben der Gedenktafel aus 2015 erinnert nur noch die Vivariumstraße im 2. Wiener Gemeindebezirk an den einst am Beginn der Prater Hauptallee gelegenen prächtigen Bau. An seiner Stelle steht heute ein Schulverkehrsgarten der Stadt Wien.
Sieben der Mitarbeiter starben in Konzentrationslagern des Nationalsozialismus, darunter Leonore Brecher, Hans Przibram (an Hungerödem) und seine Frau (danach durch Suizid).
Die Forschungsstätte war eine besonders frühe Einrichtung, die experimentelle Biologie betrieb. Auch im Geschlechterverhältnis war das Vivarium seiner Zeit voraus: April 1938 waren immerhin 8 von gut 34 an der BVA Beschäftigten Frauen.